# Gary Frank
Gary Frank é um escritor e desenhista britânico, conhecido por seu trabalho em revistas de histórias em quadrinhos. Como artista, destaca-se a sua parceria com os escritores J. Michael Straczynski (nas séries Midnight Nation e Supreme Power), Peter David (em The Incredible Hulk e Supergirl) e Geoff Johns (em Action Comics e Superman: Origem Secreta). Como escritor, criou a série Kin - O Povo Perdido, desenhando e escrevendo todas as seis edições publicadas pela editora Top Cow em 2000.

## Biografia
Gary Frank começou a desenhar profissionalmente para a Marvel UK, divisão britânica da Marvel Comics, na série Motormouth & Killpower. Seu trabalho chamou atenção da matriz americana, e ele foi convidado para participar da revista The Incredible Hulk, à época escrita por Peter David.
In 1996, Frank começou a trabalhar para a DC Comics, e, dentre seus trabalhos para a editora se destacou o relançamento da revista Supergirl, protagonizada pela personagem homônima, novamente trabalhando com o escritor Peter David.
Em 2000, Frank lançou Kin, uma minissérie em seis edições destinada à ser a primeira parte de uma trilogia e começou a desenhar Midnight Nation, uma minissérie em doze edições escrita por J. Michael Straczynski. Ambas as séries foram lançadas pela editora Top Cow. Em 2002, após a conclusão de Midnight Nation, Frank foi anunciado como um contratado exclusivo da Marvel Comics.
Seus primeiros trabalhos para a Marvel foram as edições 61 e 62 da revista The Avengers. Nos anos seguintes, se dedicaria à série Poder Supremo, escrita por Straczynski e publicada como parte da linha editorial Marvel MAX, dedicada à obras de teor mais maduro. A série viria a se tornar uma das mais bem-vendidas histórias desse gênero e seria publicada até 2005, quando foi descontinuada sem resolução, após Straczynski abandonar os roteiros.
Em 2007, Frank é contratado pela DC Comics para desenhar a revista Action Comics, então escrita por Geoff Johns., onde permanece até o fim do arco de história Nova Krypton. Na história, Superman deixa o planeta Terra, as histórias da revista passariam a ser protagonizadas por diferentes personagens.

## Carreira
A arte de Frank consta nas seguintes obras:

### DC Comics
- Action Comics #858-863, 866-870 (2007–2008)
- Batman: Dark Knight Dynasty (1997)
- Black Canary/Oracle: Birds of Prey #1 (1996)
- Bullets and Bracelets #1 (Amalgam Comics, 1996)
- The Flash #1 (Tangent Comics, 1997)
- Gen¹³ #25-41 (Wildstorm, 1997–1999)
- JLA #15 (1998)
- Just Imagine Stan Lee With Gary Frank Creating Shazam (2002)
- Supergirl (vol. 4) #1-9 (1996–1997)
- Superman: New Krypton Special #1 (2008)
- Superman: Secret Origin #1-6 (2009–2010)
- Tom Strong #7 (America's Best Comics, 2000)
- Wonder Woman Annual (vol. 3) #1 (2007)
- Batman: Earth One, graphic novel de 2012

### Marvel
- The Avengers #61, 62 (2002)
- Doctor Strange, Sorcerer Supreme #82, 83 (1995)
- The Incredible Hulk #403-410, 413-418 420-423, 425, 437 (cover only) (1993–1995)
- The Incredible Hulk (vol. 2) #106-107, 108-110 (covers only) (2007)
- Motormouth #1-4, 6 (1992)
- Sabretooth Special #1 (1995)
- Saga of Squadron Supreme #1  (2006)
- Supreme Power #1-18 (2003)
- Squadron Supreme #1-5, 7 (2006)
- Uncanny X-Men '95 (1995)
- X-Men Prime (1994)

### Top Cow
- Kin #1-6 (2000)
- Midnight Nation #1-12 (2000–2001)